# Demonstar
DemonStar — это компьютерная игра в жанре вертикального скролл-шутера, разработанная компанией Mountain King Studios в 1997 году.
Прототипом игры стала популярная в то время игра Raptor: Call of the Shadows. Игрок управляет космическим кораблём (или двумя в режиме для двух игроков) и отстреливается от врагов. В конце каждого уровня присутствует босс. Существует также особая очерёдность уровней: все уровни с нечётными номерами представляют собой открытое космическое пространство, все уровни с чётными номерами — поверхность некоторой планеты. Многие из этих планет напоминают Луну или Марс. Всего в игре 18 уровней. В игре существует 3 вида основного оружия, которое можно улучшать, три дополнительного и два типа ракет, которыми игрок атакует одновременно с основным оружием. В начале первого уровня есть зона «Warp», залетев в которую можно перенестись в 7-й уровень.

## Demonstar:Secret Missions
«Demonstar:Secret Missions» — продолжение оригинальной игры, вышедшее в 2001 году, содержащее в себе новый тип основного оружия, улучшенную графику и 8 новых уровней. В игру вернули также, присутствующих в Raptor: Call of the Shadows промежуточных боссов.

## Demonstar:Secret Missions 2
После выхода «Demonstar:Secret Missions» в 2005 году вышло ещё одно продолжение «Demonstar:Secret Missions 2», содержащее ещё 8 новых уровней.